# Los blues de la calle pop
Los blues de la calle pop (sottotitolo: Aventuras de Felipe Malboro, volumen 8) è un film del 1983 diretto da Jesús Franco.
La pellicola è una commedia di spionaggio girata a Benidorm, nei pressi di Alicante; è considerato uno dei film cult di Franco, liberamente ispirato al mondo del fumetto e "folle" sin dai titoli di testa, disegnati a mano con la grafia di un bambino.

## Trama
A Mondoñedo (Ohio) una giovane donna, Mary Ocky, si rivolge al celebre detective privato Felipe Malboro affinché ritrovi il suo amichetto, Macho Jim, scomparso da tre mesi. Se l'indagine andrà a buon fine, gli promette una doppia ricompensa: in danaro e in natura.
Le indagini portano Felipe Malboro a Shit City, una cittadina in balia di una banda di malviventi punk, controllata da una facoltosa coppia: l'anziano faccendiere Saul Winston e la giovane moglie Butterfly.
Malboro è immediatamente aggredito da alcuni membri della banda, in particolare da uno stravagante ballerino di flamenco soprannominato "l'impassibile Carter", ma con l'aiuto del pianista di piano bar Sam Chesterfield, riesce ugualmente a scoprire che Macho Jim è l'amante di Butterfly e, come lei, si trova implicato nei loschi affari della famiglia Winston.
Butterfly tenta dapprima di corromperlo, offrendogli 5.000 dollari. Ma poi, conquistata dal fascino del detective, diventa la sua amante.
Gli eventi precipitano. Sam Chesterfield viene picchiato a morte per aver collaborato col detective. Per vendicarsi, Malboro uccide "l'impassibile Carter" sparandogli a freddo dopo averlo costretto a ballare il flamenco. Butterfly a sua volta sgozza l'infedele Macho Jim, ma a sua volta viene freddata con un colpo di rivoltella da una delle punk, amanti del donnaiolo. Quanto a Saul Winston, tenta la fuga sul suo aereo personale, ma precipita al suolo subito dopo il decollo.
Malboro torna all'hotel dove lo aspetta la sua cliente, Mary Ocky, che gli rivela di averlo inviato a Shit City con il solo scopo di vendicarsi di Butterfly, la donna per la quale Macho Jim l'aveva a suo tempo lasciata. Come promesso, Mary paga il detective in danaro e si prepara a fare l'amore con lui, quando sopraggiunge la solita amante punk di Macho Jim, che uccide anche lei con un colpo di rivoltella.
Malboro insegue l'assassina e finalmente la trova sdraiata, nuda e sorridente su un letto. Come resistere al suo invito? Le manette possono attendere....